# إيرنيستو بينيا
إيرنيستو بينيا هو مصارع هاوي كوبي، ولد في 8 أكتوبر 1978 في هافانا في كوبا.

## وصلات خارجية
- إيرنيستو بينيا على موقع قاعدة بيانات المصارعة الدولية (الإنجليزية)
- إيرنيستو بينيا على موقع أوليمبيديا (الإنجليزية)